# 1952.
◄ | 19. stoljeće | 20. stoljeće | 21. stoljeće | ►
◄ | 1920-ih | 1930-ih | 1940-ih | 1950-ih | 1960-ih | 1970-ih | 1980-ih | ►
◄◄ | ◄ | 1949. | 1950. | 1951. | 1952. | 1953. | 1954. | 1955. | ► | ►►
Arhitektura • Astronautika • Astronomija • Biologija • Film • Fotografija • Glazba • Kazalište • Kemija • Kiparstvo • Knjige • Književnost • Kršćanstvo • Meteorologija • Medicina • Planinarstvo • Politika • Pravo • Promet • Slikarstvo • Strip • Šport • Televizija • Znanost • Zrakoplovstvo • Željeznički promet
1952. (rim. MCMLII), bila je 51. godina 20. stoljeća, ujedno i prijestupna po Gregorijanskome kalendaru.

## Događaji
- 7. svibnja – Izašao prvi broj tjednika Družina.
- 18. svibnja – U Zagrebu je praizvedena opera Mila Gojsalića Jakova Gotovca.
- 20. srpnja i 22. srpnja – Nogometne utakmice Jugoslavija – SSSR 5:5 (3:0) i 3:1 (2:1) na olimpijskom turniru u Tampereu poznate kao „dvoboj Tito – Staljin”.
- 2. kolovoza – Finale olimpijskoga nogometnog turnira u Helsinkiju, Jugoslavija – Mađarska 0:2

## Rođenja

### Siječanj – ožujak
- 20. siječnja  – Paul Stanley, američki glazbenik
- 21. siječnja  – Božidar Knežević, autor Oluje nad Krajinom († 2001.)
- 29. siječnja – Šima Jovanovac, hrvatski glazbenik, pjevač i skladatelj
- 8. veljače – Milan Mitrović, hrvatski radijski i televizijski novinar i urednik († 2017.)
- 11. veljače – Josip Grbavac, hrvatski franjevac i etnograf
- 15. veljače – Tomislav Nikolić, srbijanski političar
- 11. ožujka – Douglas Adams, britanski pisac († 2011.)
- 14. ožujka – Ana Bešenić, hrvatska pjesnica i autorica romana († 2012.)
- 16. ožujka – Alice Hoffman, američka književnica
- 21. ožujka – Anto Kovačević, hrvatski filozof, publicist i političar († 2020.)
- 27. ožujka – Maria Schneider, francuska glumica († 2011.)

### Travanj – lipanj
- 2. travnja – Damir Kali, hrvatski glazbenik i narodna glazba († 2017.)
- 7. travnja – Stjepan Spajić, hrvatski poduzetnik i sportski djelatnik († 2004.)
- 16. travnja – Reginald VelJohnson, američki glumac
- 16. travnja – Nejc Zaplotnik, slovenski alpinist († 1983.)
- 25. travnja – Ante Roso, hrvatski general
- 25. travnja – Vladislav Tretjak, ruski hokejaš
- 28. travnja – Stephan Lupino, hrvatski fotograf, kipar i slikar
- 21. svibnja – Mr. T, američki glumac i bivši hrvač

### Srpanj – rujan
- 1. srpnja – Dan Aykroyd, kanadski glumac, scenarist i glazbenik
- 3. srpnja – Laura Branigan, američka pjevačica i glumica († 2004.)
- 17. srpnja – David Hasselhoff, američki glumac i pjevač
- 19. srpnja – Krešimir Pavelić, hrvatski znanstvenik
- 18. kolovoza – Patrick Swayze, američki glumac († 2009.)
- 19. kolovoza – Jonathan Frakes, američki glumac i redatelj
- 23. kolovoza – Mirjana Majurec, hrvatska glumica
- 12. rujna – Neil Peart, kanadski bubnjar († 2020.)
- 16. rujna – Fatos Nano, albanski političar
- 17. rujna – Mijo Gorski, hrvatski biskup
- 21. rujna – Anneliese Michel, žrtva egzorcizma († 1976.)
- 25. rujna – Christopher Reeve, američki glumac († 2004.)
- 28. rujna – Sylvia Kristel, nizozemska glumica i manekenka († 2012.)

### Listopad – prosinac
- 4. listopada – Kirsten Cooke, britanska glumica
- 7. listopada – Vladimir Putin, ruski političar i državnik
- 7. listopada – Ljudmila Turiščeva, ruska gimnastičarka
- 18. listopada – Chuck Lorre, američki televizijski pisac i redatelj
- 27. listopada – Francis Fukuyama, američki politički filozof japanskoga podrijetla
- 1. studenog – Bora Đorđević "Čorba", srpski pjevač i osnivač grupe Riblja Čorba
- 3. studenog – Franc Kuzmič, slovenski muzeolog i povjesničar († 2018.)
- 4. studenog – Dinko Bogdanić, hrvatski baletni umjetnik, koreograf i pedagog
- 5. studenog – Oleg Blohin, ukrajinski nogometaš i trener
- 17. studenog – Ivan Bedi, hrvatski nogometaš i trener
- 9. prosinca – Michael Dorn, američki glumac

## Smrti

### Siječanj – ožujak
- 22. veljače – Benedetto Croce, talijanski filozof, političar, povjesničar umjetnosti i literarni kritičar (* 1866.)
- 4. ožujka – Charles Scott Sherrington, britanski liječnik, nobelovac (* 1857.)
- 25. ožujka – Josip Binički, hrvatski pedagog i pisac (* 1861.)

### Travanj – lipanj
- 1. travnja – Ferenc Molnár, mađarski novinar i pisac (* 1878.)
- 1. lipnja – John Dewey, američki filozof, psiholog i reformator obrazovanja (* 1859.)

### Srpanj – rujan
- 11. srpnja – Valeriu Traian Frențiu, rumunjski grkokatolički biskup (* 1875.)
- 26. srpnja – Eva Perón, bivša prva dama Argentine (* 1919.)

### Listopad – prosinac
- 18. listopada – Karl von Czapp, austrougarski vojskovođa († 1864.)
- 26. listopada – Hattie McDaniel, američka glumica (* 1895.)
- 9. studenog – Chaim Weizmann, izraelski kemičar i državnik (* 1874.)
- 11. studenog – Eduard Miloslavić, hrvatski znanstvenik (* 1884.)

## Nobelove nagrade
- Fizika: Felix Bloch i Edward Mills Purcell
- Kemija: Archer John Porter Martin i Richard Laurence Millington Synge
- Fiziologija i medicina: Selman Abraham Waksman
- Književnost: François Mauriac
- Mir: Albert Schweitzer

## Vanjske poveznice
|  | Zajednički poslužitelj ima još gradiva o temi 1952. |